# Gregor Determann
Gregor Determann (* 5. März 1911 in Mettingen; † 14. Januar 1993 in Montabaur) war ein deutscher Politiker (Zentrum).
Nach dem Besuch der Volksschule und einer Tischlerlehre arbeitete Determann für ein Jahr als Tischlergeselle. Ab 1928 war er als Bergmann tätig. Er war bis 1933 Vorsitzender der Christlichen Gewerkschaftsjugend in Mettingen und wurde nach dem Zweiten Weltkrieg Vorsitzender des Betriebsrates einer Kohlenzeche.
Determann stand bereits vor 1933 der Zentrumspartei nahe, in die er 1945 eintrat. Im selben Jahr wurde er Mitglied des Gemeinderates und der Amtsvertretung Mettingen sowie Mitglied des Kreistages Tecklenburg. Ab 1946 amtierte er als Landrat des Kreises Tecklenburg.
Bei der Bundestagswahl 1949 wurde Determann über die Landesliste Nordrhein-Westfalen der Zentrumspartei in den Deutschen Bundestag gewählt, dem er bis 1953 angehörte. Im Bundestag war er Mitglied des Ausschusses für Arbeit. Am 14. Dezember 1951 wurde er Mitglied der Bundestagsfraktion der Föderalistischen Union (FU), einem Zusammenschluss aus der Mehrzahl der Abgeordneten der Fraktionen der Bayernpartei und der Zentrumspartei.